# Laurent Casanova
Laurent Casanova (ur. 9 października 1906 w Suk Ahras  – zm. 20 marca 1972 w Paryżu) – francuski polityk, komunista, uczestnik francuskiego ruchu oporu.

## Ruch oporu
Ukończył uniwersytecki wydział prawa; już jako student był zaangażowanym komunistą (wstąpił od partii w 1928), wcześnie otrzymał stanowisko sekretarza paryskiej organizacji PCF. Był bliskim współpracownikiem Maurice'a Thoreza. W 1939 został zmobilizowany, a następnie internowany za przynależność do zdelegalizowanej we wrześniu tego roku PCF. Zdołał jednak uciec i za pośrednictwem Claudine Chomat wstąpił do ruchu oporu, gdzie współdziałał m.in. z Pierre Villonem. W miarę zdobywania doświadczenia awansował na coraz bardziej odpowiedzialne stanowiska, by wreszcie zostać członkiem Narodowego Komitetu Wojskowego Wolnych Strzelców i Partyzantów (Comité Militaire National des FTP), najważniejszej wojskowej formacji organizowanej przez komunistów francuskich. Przewodniczący komitetu Charles Tillon planował wysłać go do Algierii, co jednak nie doszło do skutku.

## Po wojnie
Zasiadał w Konstytuancie, a następnie w Zgromadzeniu Narodowym przez cały okres istnienia IV Republiki. W rządach tymczasowych kierowanych przez Gouina i Bidaulta w 1946 pełnił funkcję ministra ds. byłych kombatantów i ofiar wojny.
Od lipca 1945 zasiadał w komitecie centralnym partii komunistycznej, następnie, od 1954, w jej biurze krajowym. Z ramienia partii działał w Ruchu na rzecz pokoju, a także był odpowiedzialny za agitację w kręgach intelektualistów i studentów. Sygnatariusz apelu sztokholmskiego w 1950 roku. Po XX kongresie KPZR stanął na czele tych członków partii, którzy opowiedzieli się za wdrożeniem proponowanej przez Nikitę Chruszczowa zmian taktyki działania komunistów oraz stosunku do stalinizmu. Chociaż w 1960 uzyskał Leninowską Nagrodę Pokoju, przegrał wewnątrzpartyjną rywalizację ze zwolennikami utrzymania dotychczasowego kursu i w 1961, razem z Marcelem Servinem i Maurice Kriegelem-Valrimontem został wykluczony z władz PCF. Od tej pory nie udzielał się politycznie. Napisał książkę Le parti communiste, les intellectuels et la Nation

## Życie prywatne
Jego pierwszą żoną była działaczka komunistycznej młodzieżówki Vincentella Perrini, znana po ślubie jako Danielle Casanova. Po jej śmierci w obozie hitlerowskim w Auschwitz-Birkenau poślubił inną znaną mu jeszcze sprzed wojny i z ruchu oporu działaczkę komunistyczną Claudine Chomat.